# Fabrizio Bartaletti
Fabrizio Luciano Dante Bartaletti (Livorno, 27 luglio 1951) è un geografo italiano.

## Biografia
Laureatosi in lettere moderne presso l'Università di Pisa nel 1975, inizia la sua attività accademica dieci anni dopo come professore associato presso l'Università degli Studi di Genova. Dal 2005 è professore associato e da dicembre 2008 professore ordinario. Insegna geografia nei corsi di laurea triennali in Lettere e in Scienze geografiche e Geografia urbana e delle regioni nel corso di laurea magistrale in Scienze geografiche.
Già nella seconda metà degli anni 1970 è autore di ricerche-pilota sulle piccole città italiane e sul consumo dello spazio. Negli anni 1980 si dedica a questioni generali ma sempre nell'ambito della geografia della città e delle città, in particolare al problema della definizione e delimitazione delle aree metropolitane in Italia e a quello della soglia urbana.
La Geografia del turismo è la seconda fase di ricerca, fin dai primi anni 1990, con particolare attenzione per le Alpi e  per la montagna italiana.
Collabora a numerosi articoli anche su riviste francesi, tedesche e austriache. Contribuisce a tre rapporti sul turismo italiano (Istat-Enit) e al coordinamento del primo rapporto sul turismo montano in Italia (2002) per conto del Touring Club Italiano. Dalla fine degli anni 1990 si dedica in prevalenza a studi e ricerche sulle Alpi in rapporto anche con Werner Bätzing. Dal dicembre 2004 è membro di una commissione sulle aree urbane e rurali, insediata a Roma dal presidente dell'ISTAT, e dal novembre 2006 è stato presidente del Corso di Laurea in Scienze Geografiche applicate e del Corso di Laurea specialistica in Sistemi Informativi Geografici Territorio-Turismo. È membro dei centri di ricerca CRUIE (Urbanistica e Ingegneria ecologica) e CERIST (Innovazione e sviluppo del turismo) dell'Università di Genova. Ha elaborato, per la Bollati Boringhieri, un volume sulle aree metropolitane, con un taglio mondiale.

## Opere
- Compendio di geografia urbana, Genova, Bozzi, 1986.
- Le grandi stazioni turistiche nello sviluppo delle Alpi italiane, Bologna, Pàtron, 1994. ISBN 88-555-2287-6.
- Le aree metropolitane italiane: un'analisi geografica, Genova, Bozzi, 2000.
- Il turismo montano in Italia, coordinamento del rapporto, in TCI, la Rivista del Turismo, anno IV, numero 2, 2002.
- Città e territorio: analisi spaziale del fenomeno urbano, Genova, Bozzi, 2003.
- Geografia e cultura delle Alpi, Milano, FrancoAngeli, 2004. ISBN 88-464-5119-8.
- Werner Bätzing, Le Alpi. Una regione unica al centro dell'Europa, curatela dell'edizione italiana, Torino, Bollati Boringhieri, 2005. ISBN 88-339-1574-3.
- Geografia generale. Principi, nozioni e campi di ricerca, Torino, Bollati Boringhieri, 2006. ISBN 88-339-5772-1.
- Le aree metropolitane in Italia e nel mondo. Il quadro teorico e i riflessi territoriali, Torino, Bollati Boringhieri, 2009. ISBN 978-88-339-1996-6.
- La città, Genova, Bozzi, 2009.
- Geografia e nomi di luogo nelle regioni di confine: gli esempi del Sudtirolo, dell'Istria e dell'ex-Provincia di Nizza, Genova, Bozzi, 2009.
- Le Alpi: geografia e cultura di una regione nel cuore dell'Europa, Milano, FrancoAngeli, 2011, ISBN 978-88-568-3813-8.
- La città come spazio geografico, Genova, Bozzi, 2012.
- Geografia. Teoria e prassi, Torino, Bollati Boringhieri 2012, 2ª ed. ampliata. ISBN 978-88-339-5847-7.
- Geografia start-up. Libro-manuale, 3 voll., Novara, Libreria Geografica, 2018-2019.